# Rynoltice
Rynoltice (en allemand : Ringelshain) est une commune du district et de la région de Liberec, en Tchéquie. Sa population s'élevait à 800 habitants en 2021.

## Géographie
Rynoltice se trouve à 5 km au nord-est de Jablonné v Podještědí, à 17 km à l'ouest de Liberec et à 84 km au nord-nord-est de Prague.
La commune est limitée par Hrádek nad Nisou au nord, par Bílý Kostel nad Nisou à l'est, par Zdislava et Janovice v Podještědí au sud, et par Jablonné v Podještědí à l'ouest.

## Histoire
La première mention écrite du village date de 1369.

## Patrimoine
Architecture rurale traditionnelle

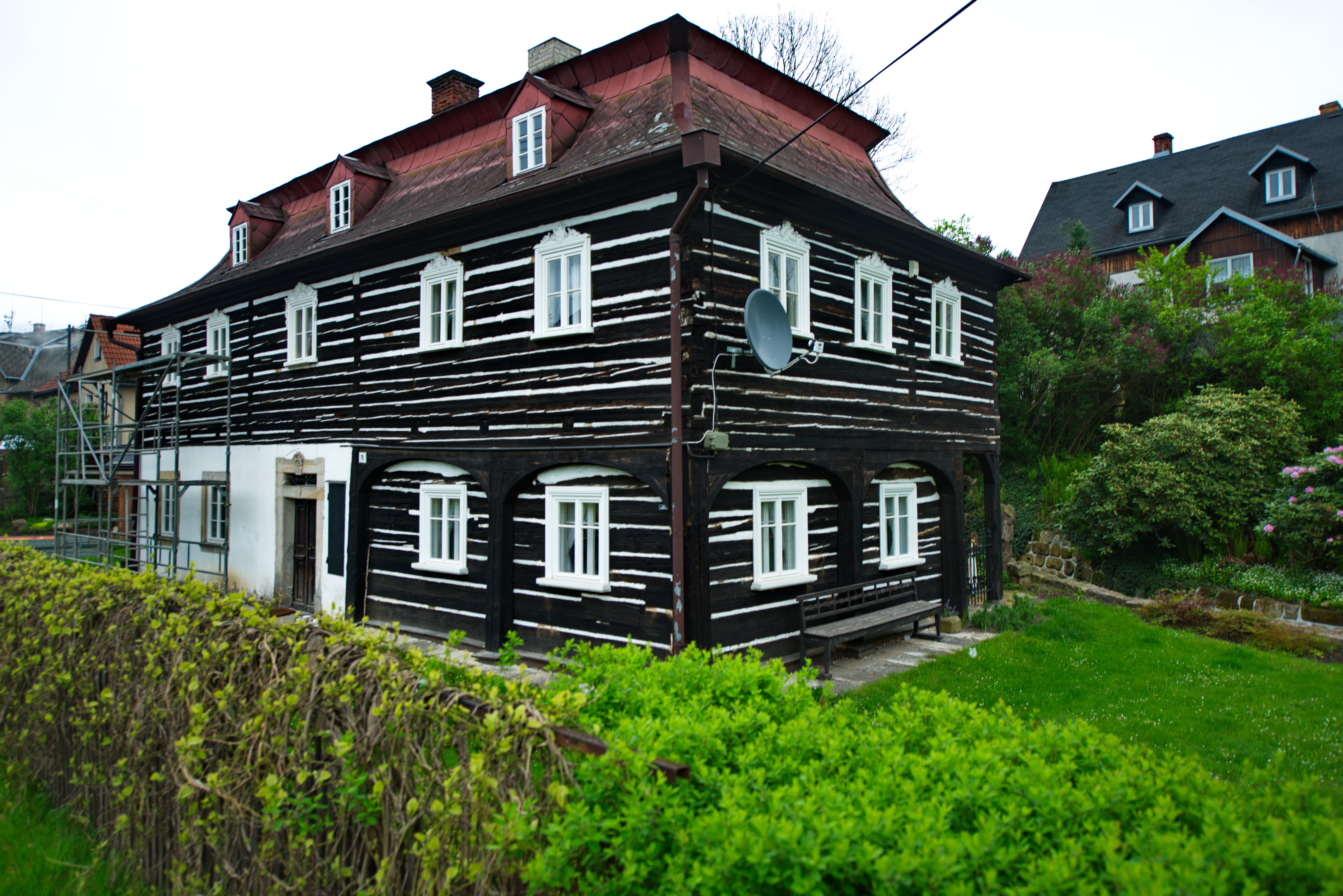
Maison 75.
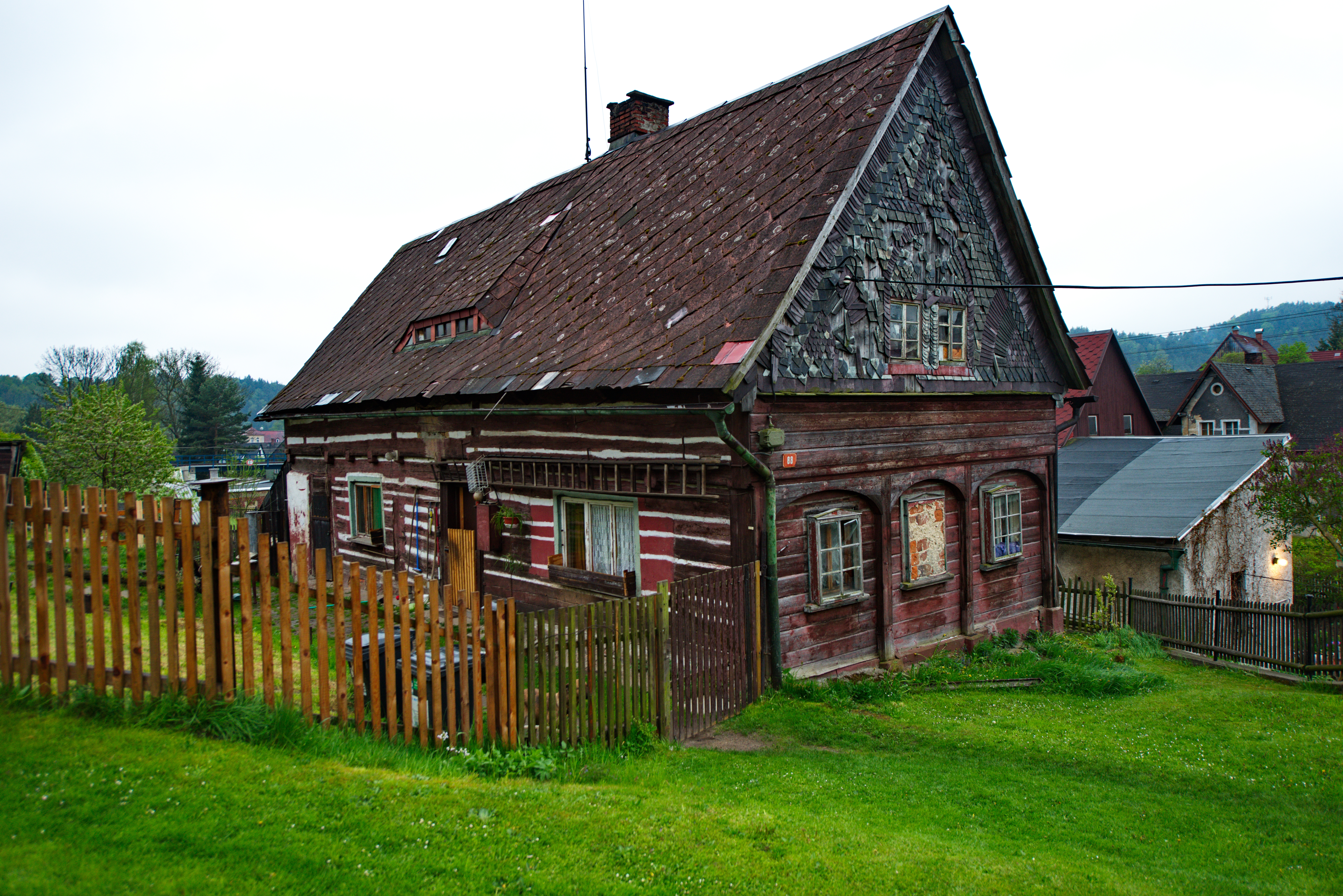
Maison 88.

## Transports
Par la route, Rynoltice se trouve à 5 km de Jablonné v Podještědí, à 21 km de Liberec et à 109 km de Prague.